# Georges Passerat
Pour les articles homonymes, voir Passerat.
Georges Passerat est un historien et prêtre catholique français.

## Biographie
Né le 11 janvier 1949 à Comberouger, Georges Passerat est ordonné prêtre en 1976.
Ayant soutenu une thèse canonique en théologie en 2005, il enseigne l'histoire et l'occitan à l'Institut catholique de Toulouse jusqu'en 2014 et préside le Collège d'Occitanie. Il a reçu la médaille d'or de Florian en 2009, a été fait officier des Palmes académiques[Quand ?].
Il devient majoral du Félibrige en 1997. Il est aussi membre de l'Association internationale d'études occitanes.
En 2002, il prend la présidence de la Société archéologique et historique de Tarn-et-Garonne. La même année, il est élu mainteneur de l'Académie des jeux floraux, dont il devient le bibliothécaire, et l'un des deux membres d'expression occitane. Il appartient aussi à l'Académie de Montauban depuis 1980.

## Ouvrages
- Avec Suzanne Cézerac-Perbosc (d) et Norbert Sabatié, Récits et contes populaires de Gascogne : dans la Lomagne, t. I, Paris, Gallimard, 1979 (BNF 34629782).
- Dir. avec Marcel Maurières, 800 auteurs : dix siècles d'écriture en Tarn-et-Garonne, Montauban, Bibliothèque centrale de prêt, 1992  (ISBN 2-9502811-3-3)[8].
- Laus d'Adelin Moulis, Aix-en-Provence, Félibrige, 1997.
- La Croisade des Pastoureaux : sur la route du Mont-Saint-Michel à Narbonne, la tragédie sanglante des Juifs, au début du XIVe siècle (1320), Cahors, La Louve, 2006  (ISBN 2-916488-00-6)[9],[10].
- Avec Claudette Peyrusse (d) et , Toulouse entre les deux guerres : de grandes espérances : les écrivains, les artistes et le livre, mairie de Toulouse, 2008  (ISBN 2-85322-066-4).
- Avec Yves Carrère (d), Homps en Lomagne, Association pour la sauvegarde de Homps, 2011  (ISBN 2-915942-28-5).
- Trad. de Nadou Escaffre (d), Un violon dans la montagne, Montpellier, La Poësia, 2014  (ISBN 2-914243-18-9).
- Comberouger, suivi du Journal de voyage de Victorine Taupiac (d), Gimat, La Lomagne, mémoire pour demain, 2015  (ISBN 2-915942-55-2).
- Trad. de Armand Puig Tàrrech (es), Jésus : une biographie historique, Paris, Desclée de Brouwer, 2016  (ISBN 978-2-220-07322-4).
- Éd. avec Françoise Chêneau (d) et Jean-Paul Deremble de La Bible des pauvres (préf. Christian Heck), Le Coudray-Macouard, Les Acteurs du savoir, 2021  (ISBN 978-2-36452-641-9).
- Avec Raymond Granié (d), Saint-Sardos en Gascogne : déambulation au fil des siècles, Confrérie du cellier de Grand-Selve et de la viguerie de Saint-Sardos, 2022  (ISBN 978-2-9583683-0-2).
- Le Shiulet deu Jòrdi (trad. Patrice Labat (d)), La Lomagne, mémoire pour demain, 2023  (ISBN 978-2-915942-90-3).